# ایلیس نجیم
ایلیس نجیم (انگلیسی: Ilyes Najim؛ زادهٔ ۱۰ سپتامبر ۲۰۰۲) بازیکن فوتبال است.